# Α-リバゾールホスファターゼ
α-リバゾールホスファターゼ(α-ribazole phosphatase, EC 3.1.3.74)は、以下の化学反応を触媒する酵素である。
アデノシルコバラミン-5'-リン酸 + 水 {\displaystyle \rightleftharpoons } シアノコバラミン + リン酸
この酵素は、in vitroでは以下の反応を触媒するが、生物学的にこれに関連する反応はない。
α-リバゾール-5'-リン酸 + 水 {\displaystyle \rightleftharpoons } α-リバゾール + リン酸
この酵素は加水分解酵素、特にリン酸モノエステル結合に作用するものに分類される。系統名は、アデノシルコバラミン/α-リバゾール-5'-リン酸ホスホヒドロラーゼ(adenosylcobalamin/α-ribazole-5′-phosphate phosphohydrolase)である。CobCと呼ばれることもある。細菌におけるコバラミン（ビタミンB12）の生合成経路の一部である。

## 構造
2007年末時点で、この酵素の16個の三次構造が解明されている。蛋白質構造データバンクのアクセッションコードは、
2ENU、2ENW、2EOA、2OWE、2P2Y、2P2Z、2P30、2P6M、2P6O、2P75、2P77、2P78、2P79、2P9Y、2P9Z及び2PA0である。